# فيلق أفريقيا (روسيا)
الفيلق الأفريقي (الروسية: Африканский корпус, رومنة: Afrikanskiy korpus) والمعروف أيضًا باسم فيلق المشاة الروسي (REK)، هي قوات شِبه عسكرية روسية تسيطر عليها وتديرها الحكومة الروسية ، لدعم النفوذ السياسي الروسي والحكومات الموالية لروسيا في أفريقيا. حل الفيلق إلى حد كبير على محل عمليات مجموعة فاغنر العسكرية الخاصة في أفريقيا، من خلال دمج هياكلها وإعادة تسميتها.   

## تاريخ
تم إنشاء الفيلق الأفريقي من قِبل وزارة الدفاع الروسية ، بعد وقت قصير من وفاة قيادة فاغنر وقطع رأسها على يد السلطات الروسية في عام 2023،   عندما تحطمت طائرة مع زعيمها، يفغيني بريجوزين. تلى ذلك، جعل وزارة الدفاع الشركات العسكرية الخاصة خاضع لسيطرة الحكومة بالكامل في روسيا، بعد التنافس السابق بين وزارة الدفاع الروسية وشركة فاغنر.  
يتعاون التشكيل الجديد مع هياكل أخرى تسيطر عليها الحكومة، مثل " لواء الدببة " التابع لفيلق الهجوم التطوعي الأول (ريدوت) في أفريقيا.  يقال إن كونستانتين ميرزايانتس، الزعيم المزعوم لمنظمة ريدوت، متورط بشكل وثيق في عمليات وزارة الدفاع في أفريقيا وإنشاء فيلق أفريقيا. 
تم نشر فيلق أفريقيا أيضًا للقتال لصالح روسيا في الحرب الروسية لأوكرانية ، في هجوم خاركيف عام 2024م. 
في 3 ديسمبر 2024، ادعت وكالة الاستخبارات العسكرية الأوكرانية أن روسيا تخطط لنشر فيلق أفريقيا لمساعدة قوات الحكومة السورية ضد هجمات المتمردين السوريين ، الذين استولوا على حلب والعديد من المدن المهمة الأخرى،  مما يهدد النفوذ الروسي في سوريا .  ومع ذلك، امتنعت الحكومة الروسية عن دعم الأسد، مما أدى إلى سقوط نظامه ـ وبدلاً من ذلك أعطت الأولوية لتركيز قواتها في أوكرانيا . 

## التنظيم
ويعتبر إنشاء الفيلق جزءًا من استراتيجية روسية أوسع نطاقًا لزيادة نفوذها في أفريقيا، حيث تتنافس مع الولايات المتحدة كجزء من منافسة جيوسياسية أوسع نطاقًا. يعمل فيلق أفريقيا من خلال مزيج من المرتزقة والمتطوعين، وتختلف تقديرات حجمه.  
ويلعب فيلق أفريقيا دوراً أصغر وأكثر تكاملاً مقارنة بمجموعة فاغنر، حيث يركز على تقديم الدعم العسكري والتدريب والتعاون في مكافحة التمرد مع الحكومات المحلية الموالية لروسيا في بلدان مثل ليبيا ومالي وبوركينا فاسو والنيجر وجمهورية أفريقيا الوسطى. وتهدف الحكومة الروسية إلى استخدام هذا الكيان لفرض نفوذها وملء الفراغ الأمني الذي خلفه انسحاب القوى الغربية، وخاصة فرنسا، من منطقة الساحل. وتسعى روسيا أيضًا إلى السيطرة على الموارد الاستراتيجية مثل اليورانيوم ، وخاصة في النيجر، فضلاً عن الاستفادة من طرق الهجرة لأغراض جيوسياسية.    

## عقوبات المملكة المتحدة
في نوفمبر 2024، فرضت المملكة المتحدة عقوبات على فيلق أفريقيا إلى جانب كتيبة إسبانولا ولواء الدببة. وبحسب وزير الخارجية ديفيد لامي ، فإن الهدف هو مواجهة الأنشطة الروسية غير القانونية، وإعاقة زعزعة الاستقرار في الدول الأفريقية، وقطع الإمدادات للمجهود الحربي الروسي في أوكرانيا. 

## أنشطة

### المجالات الرئيسية
- أفريقيا: تحالف دول الساحل : مالي ، بوركينا فاسو ، [21] النيجر ؛ [22] [23] ليبيا وجمهورية أفريقيا الوسطى. [24]

- أوروبا: أوكرانيا وروسيا

### حسب البلد

#### بوركينا فاسو
في 24 يناير/كانون الثاني 2024، وصل أفراد عسكريون من فيلق أفريقيا الروسي، الذي كان من المفترض أن يحل محل فاغنر، إلى بوركينا فاسو لتوفير الأمن، بما في ذلك إبراهيم تراوري. وبحسب ما ورد كان من المخطط أن يتم توسيع عدد الأفراد من 100 إلى 300.  وقد تم الكشف عن إنشاء قاعدة عسكرية لفيلق أفريقيا في لومبيلا. 